# Jacqueline Bloch
Jacqueline Bloch est une physicienne française spécialiste des nanosciences, membre de l'Académie des sciences, née en 1967.

## Biographie
Jacqueline Bloch est ingénieure ESPCI, diplômée en 1991 (106e promotion), titulaire d'un DEA de physique de la matière condensée (1990). Elle effectue un doctorat de l’université Pierre-et-Marie-Curie sur l'étude des propriétés optiques de fils quantiques. En 1994, elle rejoint le CNRS, et effectue ses recherches au L2M (Laboratoire de microstructures et de microélecroniques) de Bagneux, qui déménage et devient en 2001 le LPN (Laboratoire de photonique et nanostructures) à Marcoussis, puis fusionne avec l'IEF (Institut d'Electronique Fondamentale) pour former le C2N (Centre de Nanosciences et de Nanotechnologies) qui s'installe à Palaiseau en 2018. En 1998, elle effectue un séjour d'un an et effectue des recherches aux Laboratoires Bell. Elle s’intéresse au couplage ultime entre lumière et matière en lien étroit avec les nanotechnologies des semi-conducteurs. Elle a notamment fait des découvertes importantes dans l'étude de la physique des polaritons.

## Distinctions
- 2014 :  Chevalière de la Légion d'honneur[3]
- 2015 : Prix Jean-Ricard de la Société française de physique[4]
- 2017 : Médaille d'argent du CNRS[5]
- 2019 : Prix Ampère de l'Électricité de France de l'Académie des sciences[6]
- 2019 : élue membre de l'Académie des sciences[7] dans la section de physique.
- 2023 :  Officière de l'ordre national du Mérite[8]